# Stray Cats
Stray Cats (también conocidos como The Stray Cats) es una banda estadounidense de rockabilly formada en 1979 (antes llamados The Tomcats) por Brian Setzer, Lee Rocker (Leon Drucker) y Slim Jim Phantom (James McDonnell). Se separaron en 1993, aunque protagonizaron una gira de reunión en 2004 y 2008, y en el 2018 se presentaron en Las Vegas en el famoso evento Viva Las Vegas Rockabilly Weekend.
Están considerados como uno de los grupos más importantes del revival del rockabilly y del nacimiento del psychobilly en los primeros años 1980.

## Historia
The Tomcats, la banda formada por Brian Setzer y su hermano, fue el inicio de los futuros "Stray Cats", que nacerían en 1979 en Nueva York cuando el hermano de Setzer abandonó la formación y a esta se unieron Lee Rocker y Slim Jim Phanton, compañeros de clase de Brian.
La música interpretada por este trío se basaba en el Rock and Roll de los años 50 que se editaba en el sello discográfico "Sun Records" de Sam Phillips en Memphis, Tennessee, y se encontraba fuertemente influenciada por el estilo de "Bill Haley and The Comets" Y sobre todo Eddie Cochran y Gene Vincent. Auténticos representantes del genuino Rockabilly primigenio y más salvaje. Incluso en la vestimenta, sobre todo Gene Vincent, enfundado en cuero negro y en moto. El auténtico representante de la imagen que adoptarían los rockers en Inglaterra, reflejado en los 70's, en la película de culto Quadrophenia creación del grupo inglés The Who, representante del movimiento - tribu urbana típicamente británica - Mod. Rivales tradicionales, con numerosos enfrentamientos, de los Teddy Boys y los Rockers.
Sus inicios serían difíciles, por ende, viajaron a Inglaterra para poder triunfar bajo el mando de Brian Setzer y su Gretsch G6120, lo cual consiguieron después de publicar su primer disco, The Stray Cats, en 1981 #2 UK, #3 EE. UU.. Una de las razones que motivó al grupo a mudarse a Inglaterra, fue el revival de una joven subcultura, la de los "Teddy Boys", que utilizaban laca para peinarse, en lugar de vaselina y cuyos peinados eran escandalosamente coloridos.
Fue en el nombrado disco, donde el público pudo deleitarse con tres de los temas más emblemáticos del grupo: "Runaway Boys", "Rock this town" y su estandarte melódico, "Stray cat Strut".
Volverían a Estados Unidos para editar su segundo disco, Gonna Ball (1981) y una recopilación titulada Built for Speed (1982) #6 EE. UU..  Su tercer disco oficial sería Rant N' Rave With The Stray Cats (1983) #14 EE. UU., y supondría el inicio del fin.
Tras él, la banda comenzaría un espiral de separaciones y reencuentros marcada por la salida de discos menos populares en comparación con sus tres primeros trabajos: Rock Therapy (1986), Blast Off (1989) #58 UK, Let's Go Faster (1990), Choo Choo Hot Fish (1992) y el álbum de versiones Original Cool (1993), que a la postre sería su último trabajo juntos.
En 2004, coincidiendo con el 25.º aniversario de la formación del grupo, los Stray Cats se reunieron nuevamente en una gira por todo el mundo. En España les llevaría hasta Barcelona y Gijón.
Al comienzo de agosto de 2008 los Stray Cats volvieron a los escenarios de Europa, comenzando en España. Esta fue la gira de despedida del grupo, conocida como "Farewell Tour" y en la que los Cats dijeron adiós a sus fanes, aunque cada uno seguiría su camino como en los últimos años. 
En España han influido sobre grupos como el trío Los Bucaneros, de Alicante, que recreaban fielmente el estilo y estética de Stray Cats. Sin olvidar a Los Coronados, grupo formado en Asturias pero asentado en Huelva, que grabó una versión en castellano de "Stray Cat Strut". Esta versión se haría imprescindible con el tiempo en todos los recopilatorios de rockabilly español. En Colombia solamente Marco T. & los gatos Montañeros exploraron esa línea durante finales de los ochenta y hay una versión en español de "Rock this town" llamada "Busquemos donde rockear" adaptada por el mismo Marco T. precursor del género en su país. En Chile, el grupo de rock Los Tres ha reconocido también la influencia de Stray Cats. En Argentina la banda "Los Salvajes Rockabilly" incluye un repertorio de temas propios y algunas versiones al estilo Stray Cats con una formación igual a la del mencionado grupo integrada por el talentoso cantante, guitarrista y pianista "Bat-Mario" Fernández.
En el 2014 Drake Bell realizó un gira por México tocando algunas canciones de los Stray Cats.
El 2 de enero de 2018, a través de su página oficial y en sus redes sociales, anuncian su regreso a los escenarios después de 10 años de ausencia, se reunirán para su primera actuación en norteamericana el sábado 21 de abril de 2018 en edición #21 de “Viva Las Vegas Rockabilly Weekend.” La alineación original de Stray Cats Brian Setzer, Lee Rocket y Slim Jim Phantom, externaron su emoción de volver a pisar un escenario:
"Hay algo mágico en un show de Stray Cats, Viva Las Vegas es el evento perfecto para experimentar eso. ¡Ven y Rock this town! " -Brian Setzer
"Solo un bajo de cuerdas, una guitarra y un tambor, Stray Cats están de vuelta para mostrarles cómo se hace. ¡39 años después de nuestros primeros conciertos, hemos vuelto! No puedo esperar para Rock nuevamente con mis hermanos Brian y Slim".-Lee Rocker
"Feliz y emocionado de estar golpeando el escenario con los Cats en Viva Las Vegas. ¡Somos los Rockabilly Kings de vuelta para reclamar nuestro trono!" -Slim Jim Phantom
Con ocasión del 40 aniversario de la banda en 2019, Stray Cats han editado un nuevo disco titulado 40, el primero en estudio después de más de un cuarto de siglo...Un éxito moderado en cuanto a listas de radio y ventas (#78 R&B, #56 Hot Rock,EE. UU.. #47 Japón. #66 Alemania, #81 UK, #71 ESP) ya que el rockabilly tiene actualmente un circuito bastante "underground"; pero es bastante significativo su repercusión para las nuevas generaciones. Ya que ha servido para acercar posiciones entre los componentes del grupo y el público y fanes; y el anuncio de un nuevo trabajo que podría ver luz en el 2024 o 2025

## Miembros
- Brian Setzer - Voz y guitarra
- Lee Rocker - Contrabajo
- Slim Jim Phantom - Batería

## Discografía
- Stray Cats (1981) (solo en UK) - UK n.º 6
- Gonna Ball (1981) (solo en UK) - UK n.º 48
- Built for Speed (1982) (Debut americano - 11 temas extraídos de los dos primeros álbumes en UK además del tema que le da título  no editado anteriormente en el Reino Unido) - US n.º 2
- Rant N' Rave with the Stray Cats (1983) - US n.º  14 / UK n.º 51
- Rock Therapy (1986)- US n.º 122
- Blast Off! (1989) - US n.º  111 / UK n.º 58
- Let's Go Faster! (19 de diciembre de 1990)
- The Best of the Stray Cats: Rock This Town (1990)
- Choo Choo Hot Fish (1992)
- Original Cool (1993)
- Forever Gold (2002), St. Clair Entertainment; re-released 2007, Rock-A-Billy.
- Rumble in Brixton (2004)[1]
- 40 (2019)
- Rocked This Town: From LA to London (2020)